# Forêt nationale de White River
Pour les articles homonymes, voir White River.
La forêt nationale de White River, en anglais White River National Forest, est une forêt nationale américaine située dans le nord-ouest du Colorado. Couvrant 9 251 km2, cette aire protégée créée le 28 juin 1902 est gérée par le Service des forêts des États-Unis.